# Kompliment (Verbeugung)
Als Kompliment bezeichnet man in den darstellenden Künsten eine ritualisierte Verbeugung.

## Tanz, Theater und Artistik
Das Kompliment ist ursprünglich eine Tanzfigur zu Beginn und am Ende von Gesellschaftstänzen (siehe Historischer Tanz). Es kann in verschiedenen Verbeugungen, einem Knicks oder einem Kopfnicken der Tänzer zueinander bestehen und unterscheidet sie ursprünglich nach Geschlecht und sozialem Rang. Die Quadrille als Kontratanz mit Komplimenten wurde bis ins 20. Jahrhundert hinein allgemein getanzt. 
Beim Ballett, aber auch im Schauspiel und in der Oper, waren die Verbeugungen gegenüber dem Publikum früher festgelegte Gesten, die man Kompliment nannte (zum Beispiel die „Kusshand“). Das Kompliment in dieser Variante ist oft Signal zum Applaus.
Heute kennt man das Kompliment vor allem noch von der Zirkusakrobatik. Es besteht in einer tänzerischen Pose. Damit gliedert es die Darbietungen von Artisten, signalisiert den Beginn und das Ende von Nummern oder den Abschluss eines gelungenen Tricks.

## Dressur

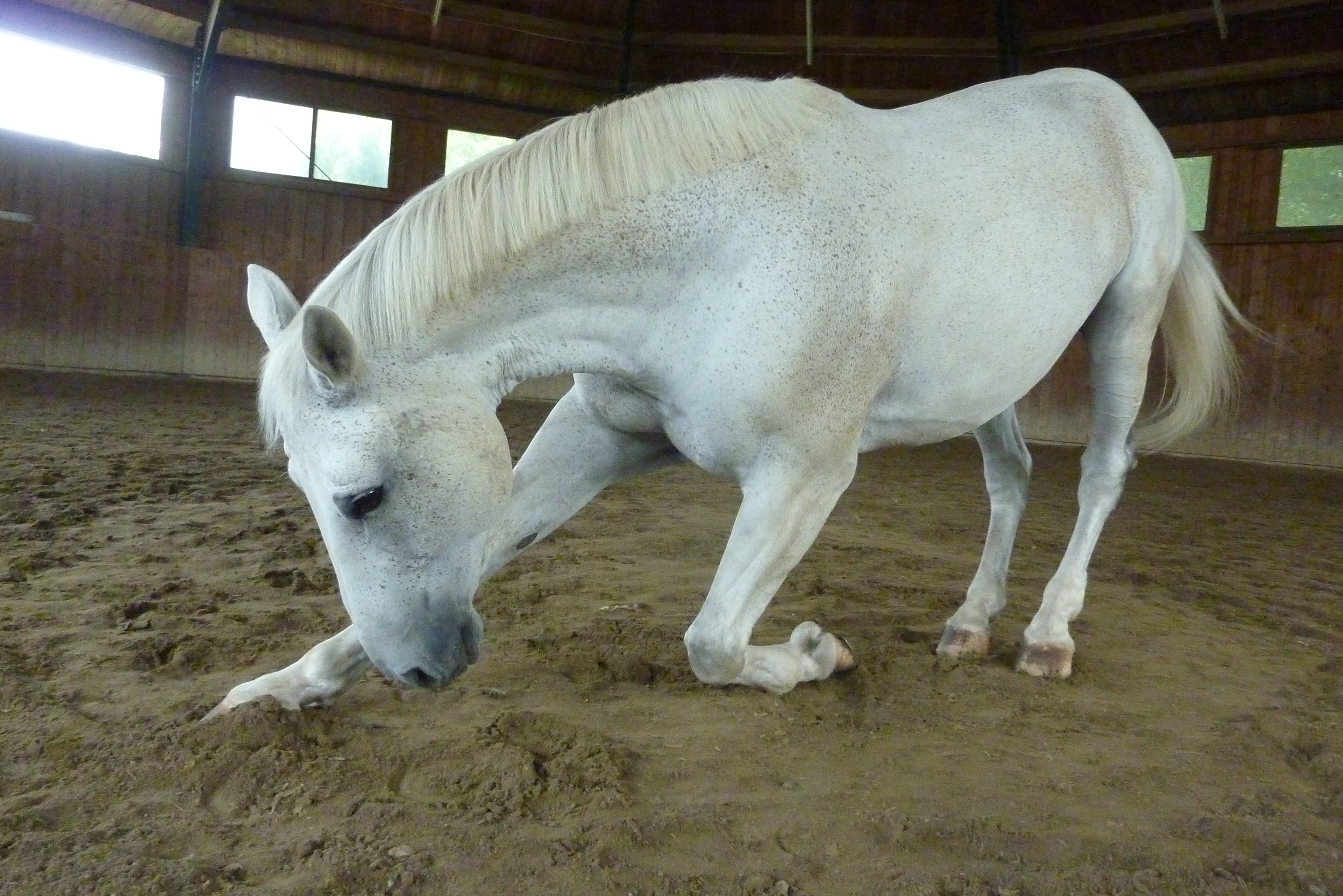
Das Kompliment in der Freiheitsdressur.

Eine „Verhöflichung“ und damit Vermenschlichung von Tieren gilt seit der Neuzeit als besondere Dressurleistung. Davon hat sich das Kompliment bis heute erhalten. Als Kompliment in der zirzensischen „Freiheitsdressur“, nicht der klassischen Dressur, bezeichnet man eine Verbeugung eines Vierbeiners (z. B. beim Pferd).
Dabei wird darauf geachtet, dass das Pferd z. B. einen Vorderhuf wie zum Hufeheben anhebt, und sich gleichzeitig mit dem Rest des eigenen Körpers ein Stück weit rückwärts verlagert, um das Bein in Höhe des Vorderfusswurzelgelenkes am Boden abzusetzen. Das Kompliment ist eine Zirkuslektion und wird hauptsächlich in Zirkussen mit Pferden oder auch Elefanten vorgeführt. Es wird auch mit den Lipizzanern der Hofreitschule Wien geübt und vorgeführt.
Zum Einüben dieser Lektion bedient sich der Ausbilder einer Trense mit Zügeln und einer Gerte, mit deren Hilfe er das Vorderfußwurzelgelenk des auszubildenden Pferdes berührt, bis das Pferd das Bein bewegt. Folgt es, wird das Pferd belohnt, meist mit Futter. Bis das Pferd weiß, was man von ihm will, muss das Bein mit einem Strick hochgehalten werden, während die Zügel angenommen werden, damit sich das stehende Pferd gewichtsmäßig nach rückwärts verlagert. 
Ein verantwortungsvoller Ausbilder arbeitet dabei ausschließlich mit Belohnung oder Unterlassung von Belohnung, dem Mittel der positiven Verstärkung also, um sich das Vertrauen des Pferdes zu erhalten. Das ist eine Grundvoraussetzung für dauerhaft erfolgreiches Arbeiten.
Das Kompliment ist gewöhnlich der Anfang der Zirkuslektionen beim Pferd. Zuerst soll ein Pferd die einfachen Übungen zum Boden hin lernen, dann alle anderen. Die Übungen zum Boden hin sind: das Kompliment, das Knien, das flache Liegen, das Sitzen. Manchmal noch das Plié.
Fortgeschrittene Lektionen (mit mehr Aggressionspotenzial) sind der Spanische Schritt, die Zirkuspassage und schließlich das Steigen, in der Hohen Schule mit dem Ausdruck Pesade bezeichnet, in den verschiedensten Ausprägungen.